# Distretto di Jacas Grande
Il distretto di Jacas Grande è uno degli undici distretti della provincia di Huamalíes, in Perù. Si trova nella regione di Huánuco e si estende su una superficie di 236.99 chilometri quadrati.